# Omkara
Omkara (hindi ओमकारा, urdu امکارا) – indyjski dramat psychologiczny z 2006 roku, wyreżyserowana w języku hindi przez Vishala Bhardwaja adaptacja sztuki Szekspira Otello. W rolach głównych – Ajay Devgan, Saif Ali Khan i Kareena Kapoor, w drugoplanowych Vivek Oberoi, Naseeruddin Shah i Konkona Sen Sharma, gościnnie udział bierze Bipasha Basu. Reżyser Vishal Bhardwaj sam skomponował muzykę do filmu (także piosenki do słów Gulzara).

## Fabuła
Omkara (Ajay Devgan) kieruje gangiem pracującym dla lokalnego polityka Bhaisaaba (Naseeruddin Shah). Najbardziej ufa dwójce ludzi ze swojego gangu: Kesu Phirangi (Vivek Oberoi) i Langda Tyagi (Saif Ali Khan). Każdemu z nich zależy, aby to w nim szef widział swoją prawą rękę, najbardziej zaufaną osobę. Podczas jednej z ceremonii Omkara okazuje więcej względów rozważnemu Kesu niż narwanemu Langda, co w Langda budzi ogromną zazdrość. Zaczyna on marzyć o zemście, która zniszczyła by zaufanie, jakim Omkara darzy Kesu. Z pomocą swojej niczego nieświadomej żony Indu (Konkona Sen Sharma) buduje intrygę sugerując Omkarze, że Kesu ma romans z jego przyszłą żoną Dolly (Kareena Kapoor). Kesu nieświadom, że stał się ofiarą intrygi swojego dotychczasowego przyjaciela, beztrosko spędza czas z piękną Billo (Bipasha Basu). Tymczasem Omkarę zaczyna zżerać zazdrość. Innymi oczyma widzi już najbardziej niewinne sytuacje, czy rozmowy między Dolly i Kesu. Prześladują go słowa ojca Dolly, który ostrzegł go, gdy Dolly wbrew jego woli odchodziła z Omkarą: „Dziewczyna, która zawiodła swojego ojca, zawiedzie i męża”.

## Obsada
| Aktor              | w filmie                        | w sztuce     |
| ------------------ | ------------------------------- | ------------ |
| Ajay Devgan        | Omkara 'Omi' Shukla             | Otello       |
| Saif Ali Khan      | Ishwar 'Langda' Tyagi           | Jagon        |
| Kareena Kapoor     | Dolly Mishra                    | Desdemona    |
| Konkona Sen Sharma | Indu                            | Emilia       |
| Vivek Oberoi       | Keshav 'Kesu Firangi' Upadhayay | Cassio       |
| Bipasha Basu       | Billo Chamanbahar               | Bianka       |
| Deepak Dobriyal    | Rajan 'Rajju' Tiwari            | Rodrigo      |
| Naseeruddin Shah   | Bhaisaab                        | Doża wenecki |

## Muzyka
W filmie przedstawiono 8 piosenek skomponowanych przez Vishala Bhardwaja:
- Omkara – Sukhwinder Singh
- O Saathi Re – Shreya Ghoshal i Vishal Bhardwaj
- Beedi – Sunidhi Chauhan, Sukhwinder Singh, Nachiketa Chakraborty i Clinton Cerejo
- Jag Ja – Suresh Wadkar
- Namak – Rekha Bharadwaj & Rakesh Pandit
- Naina – Rahat Nusrat Fateh Ali Khan
- Laakad – Rekha Bharadwaj
- Traggedia Omkara – instrumentalny utwór